# Balla Ernő (újságíró)
Balla Ernő, született Ernst Baruch (Bécs, 1891. január 31. – Budapest, Terézváros, 1963. augusztus 31.) újságíró, lapszerkesztő.

## Élete
Baruch Menáchem (Miksa) kereskedő és Hilfreich Anna (1860–1945) gyermekeként született szefárd családban. Tanulmányait Budapesten végezte, majd belépett a Nap című lap szerkesztőségébe. Az első világháború alatt a Pesti Napló munkatársa volt és a bolgár fővárosból, Szófiából tudósított. A háborút követően számos lap közölte cikkeit, verseit és tárcáit, többek között a Szegedi Napló, a Múlt és Jövő és A Hét. Az 1920-as évek második felében a Színházi Élet magazinban Töf-Töf címmel autó-sport rovatot szerkesztett. A Pesti Posta néven 1937-ben saját irodalmi és társadalmi lapot indított. A felszabadulás után 1947–1949 közt a Világosság szerkesztőségének tagja volt. Alacsony termete miatt a „kis Balla” becenevet kapta.
Házastársa Stephány Erzsébet volt, akit 1929. április 29-én Budapesten, a Terézvárosban vett nőül. 1934-ben elváltak.